# Anisynta
Anisynta is een geslacht van vlinders van de familie dikkopjes (Hesperiidae), uit de onderfamilie Trapezitinae.

## Soorten
- A. cynone (Hewitson, 1874)
- A. dominula (Plötz, 1884)
- A. monticolae (Olliff, 1889)
- A. sphenosema (Meyrick & Lower, 1902)
- A. tillyardi Waterhouse & Lyell, 1912